# Place Jean-Pronteau
La place Jean-Pronteau est une voie du 14e arrondissement de Paris, en France.

## Situation et accès
La place Jean-Pronteau est une voie publique située dans le 14e arrondissement de Paris. Elle débute au 144, rue du Château et se termine au 5, rue du Moulin-des-Lapins.

## Origine du nom
Elle porte le nom de Jean Pronteau (1919-1984), résistant et homme politique français.

## Historique
La place est créée dans le cadre de l'aménagement de la ZAC Didot sous le nom provisoire de « voie BH/14 » et prend sa dénomination actuelle le 19 août 2004. 